# Tadateru Omoto
Tadateru Omoto (大本 忠輝 Omoto Tadateru?,  nacido el 6 de abril de 1969 en Kanagawa) es un exfutbolista japonés. Jugaba de delantero y su último club fue el Bellmare Hiratsuka de Japón.

## Trayectoria

### Clubes
| Club               | País  | Año         |
| ------------------ | ----- | ----------- |
| Bellmare Hiratsuka | Japón | ???? - 1996 |

## Palmarés

### Títulos nacionales
| Título             | Club               | País  | Año  |
| ------------------ | ------------------ | ----- | ---- |
| Copa del Emperador | Bellmare Hiratsuka | Japón | 1994 |